# Денслоу, Уильям
Уильям Уоллес Денслоу (англ. William Wallace "W. W." Denslow, 1856—1915) — американский художник-иллюстратор и карикатурист. Известен главным образом иллюстрациями к циклу сказок Л. Баума о стране Оз, а также злободневными политическими карикатурами.

## Биография

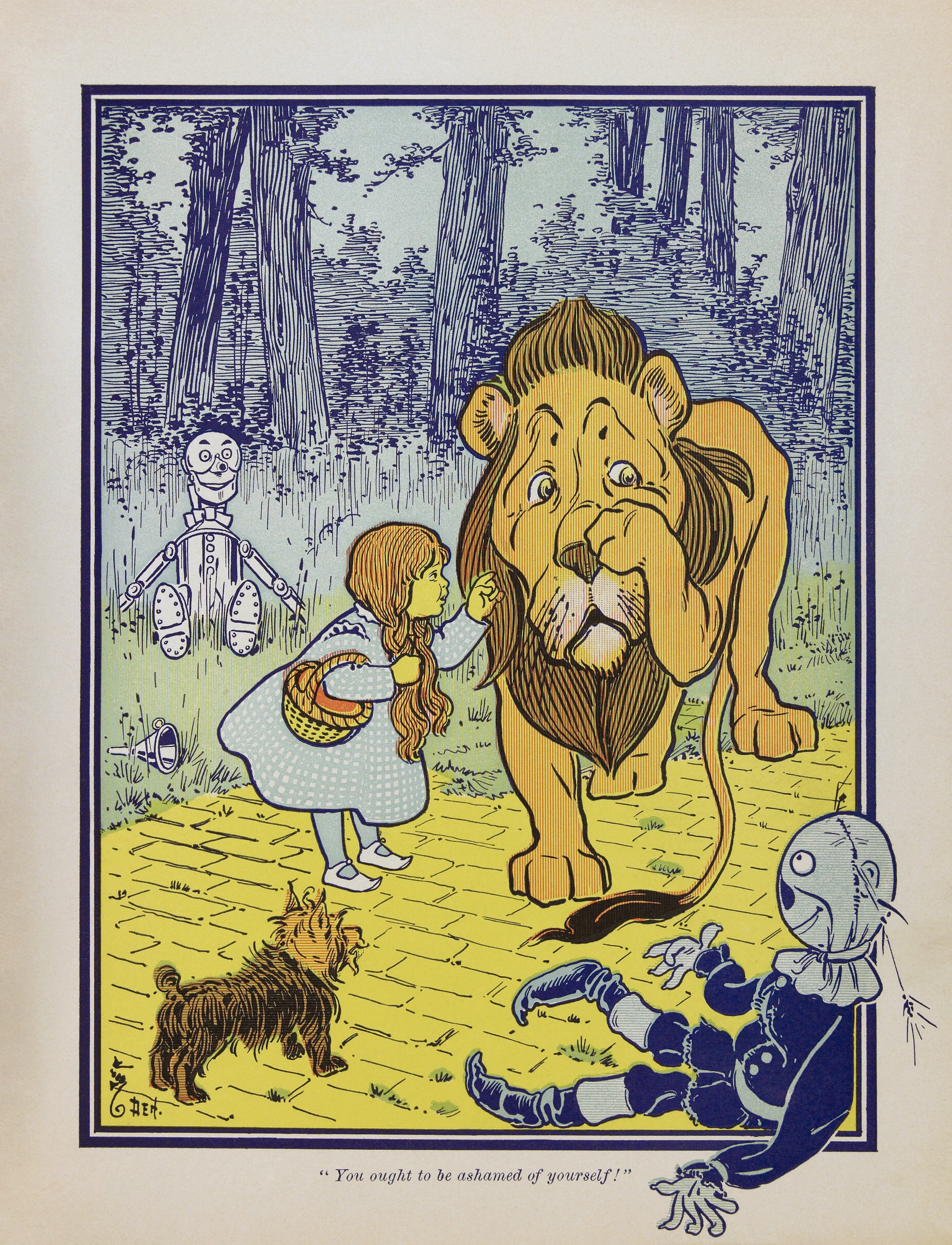
Дороти встречает Смелого Льва, иллюстрация Денслоу к первому изданию книги «Удивительный волшебник из страны Оз», 1900 год

Уильям Денслоу родился в Филадельфии, некоторое время обучался в Национальной академии дизайна и колледже Купер Юнион в Нью-Йорке, но ни одного учебного заведения не окончил и остался в целом самоучкой. С 1880 года он разъезжал по США, подрабатывая в качестве художника и газетного репортера; в 1893 году он приехал в Чикаго, где проходила Всемирная выставка, где остался на постоянное жительство. Как художник он специализировался на изготовлении плакатов и афиш, иллюстрировал книги и разрабатывал экслибрисы; также его пригласили работать в Roycroft Press — издательство Движения искусств и ремёсел.
Будучи членом Чикагского пресс-клуба, в конце 1890-х годов Денслоу познакомился с писателем Л. Баумом, который также состоял в этом клубе. С этого момента началось их творческое сотрудничество: Денслоу проиллюстрировал «Удивительного волшебника из страны Оз» и многие другие книги Баума: Под светом канделябра, «Папа Гусь: его книга» и Дот и Тот из Мерриленда.
Сотрудничество Денслоу с Баумом продлилось недолго: издание в 1901 году книги «Дот и Тот из Мерриленда» не оправдало ожиданий — эта книга оказалась одной из самых слабых в творчестве писателя, что привело к напряжению в отношениях Баума с Денслоу. А в 1902 году при подготовке постановки мюзикла «Волшебник страны Оз» у них вновь возник конфликт. Денслоу, который разрабатывал декорации и костюмы для постановки, претендовал на равную долю выплат с Баумом и автором музыки Полом Тьетенсом. Баум счёл требования Денслоу завышенными и прекратил сотрудничество с ним.
Денслоу проиллюстрировал также сборник детских стихов «Матушка Гусыня» (1901), «Ночь перед Рождеством» (1902) и 18-томную серию «Книжки с картинками Денслоу» (1903—1904). В течение первого десятилетия XX века, пользуясь своими авторскими правами на иллюстрации к книгам Баума, Денслоу публиковал в газетах комиксы, на которых были изображены герои этих книг — Папа Гусь, Страшила и Железный Дровосек. Перу Денслоу принадлежит стрип о Билли Бонсе, известный как один из первых комиксов, в которых главный герой обладает суперсилой. Также Денслоу написал и собственноручно проиллюстрировал книгу для детей «Жемчужина и тыква».
Доходы от переизданий книг и постановок «Волшебника страны Оз» были таковы, что Денслоу приобрёл на них остров в составе Бермудских островов, в 900 км от побережья Северной Америки, где провозгласил себя «королём Денслоу I».
Сотрудничество с Баумом осталось вершиной творческой карьеры Денслоу. Проблемы в семье и бизнесе привели к тому, что в конце жизни Денслоу опустился и страдал алкоголизмом. Он подрабатывал во второсортных изданиях рекламными картинками и буклетами, оформлял упаковки и издания нот. В 1915 году, незадолго до смерти, ему неожиданно улыбнулась удача — художник за 250 долларов продал иллюстрацию на обложку июльского номера журнала Life, ставшую его последней опубликованной работой. Получив гонорар, Денслоу ушёл в запой, заболел пневмонией и умер. Его похоронили в безымянной могиле на кладбище «Кенсико» в местечке Вальхалла(округ Уэстчестер, штат Нью-Йорк). Могила художника была опознана только в 1986 году.

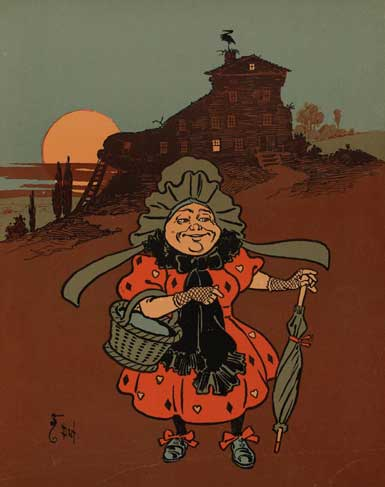
Иллюстрация Денслоу к сказке «Старушка, которая жила в башмаке», из издания 1901 года «Сказки матушки Гусыни»

## Личная жизнь
Уильям Денслоу был трижды женат. Первый брак он заключил с Энни Маккартни (урождённой Энни М. Лоу, 1856—1908) в 1882 году. В 1883 году Энни родила сына, но к этому моменту супруги уже жили раздельно, и, хотя официально они развелись только в 1896 году, Уильям никогда не видел своего единственного ребёнка. В 1896 году, получив развод, Уильям женился на Энн Холден, дочери писательницы Марты Холден. Этот брак продлился 7 лет; в сентябре 1903 года Энни подала на развод, и менее чем через месяц после расторжения брака с Уильямом вышла замуж за молодого художника Лоуренса Маццановича, с которым уехала в Париж. В декабре 1903 года Уильям женился в третий раз, на Фрэнсис Г. Дулиттл, но этот брак тоже продлился недолго — в 1906 году Фрэнсис оставила его, хотя официально они развелись лишь в 1911 году. В 1914 году, за год до смерти, Денслоу написал завещание в пользу своей четвёртой (гражданской) жены, с которой он не состоял в официальном браке.

## Оценка творчества
Считается, что в успехе книг Баума роль художника-иллюстратора была столь же значительна, как и самого писателя. Денслоу сыграл для Баума ту же роль, что и Джон Тенниел для книг Кэррола и Эрнест Шепард для Милна.
До встречи с Баумом Денслоу и не помышлял о карьере детского художника. Он начинал творить в 1890-х годах, когда цветная печать повсеместно распространилась в массовых периодических изданиях, в рекламе и детской литературе. Он выработал собственный узнаваемый стиль, связанный с эффектным использованием цвета. Признавая большую популярность творений художника, критики весьма неоднозначно оценивали его художественную манеру. Даже в детских иллюстрациях был заметен его прошлый опыт карикатуриста, специалиста по скетчам и комиксам. Писательница Энн Мур, в частности, безапелляционно заявляла, что рисунки Денслоу следует запретить и держать подальше от детей. Генри Бестон обвинял его в неестественности, жесткости и механистичности фигур в иллюстрациях. Спад интереса к работам Денслоу в поздние годы объяснялся самоповторением, без попытки внести что-то новое. Экономная манера карикатуриста, увлечение линией вместо оттенков цвета, преувеличенно гротескные жесты — всё это постепенно приелось читателям.
Хотя настоящего успеха Денслоу добился фактически только в одной книге, его работы оказали большое влияние на эстетику иллюстрирования детских книг. Последующие художники серии книг Баума о стране Оз в значительной мере подражали стилю Уильяма Денслоу и Джона Нила, ставших своего рода «классиками жанра». На съёмках фильма 1939 года «Волшебник страны Оз» постановщики использовали изображения и идеи Денслоу для декораций, костюмов героев и грима.